# Inselstaat

Inselstaaten weltweit (grün: mit Landgrenze zu einem anderen Staat; blau: ohne Landgrenze)

Ein Inselstaat ist ein Staat, der aus einer oder mehreren Inseln oder Teilen von Inseln besteht und mit keinem Teil der Landfläche eines Kontinents angehört.
Der flächenmäßig größte Inselstaat ist Indonesien, die nächstgrößten Inselstaaten sind (nach Fläche geordnet) Madagaskar, Papua-Neuguinea, Japan, die Philippinen, Neuseeland und das Vereinigte Königreich. 

## Allgemeines
Inselstaaten unterscheiden sich durch ihre Bezeichnung von den Binnen- und Küstenstaaten. Da definitionsgemäß kein Teil der Landfläche des Inselstaats einem Kontinent angehören darf, ist Australien kein Inselstaat, sondern gehört zu den Küstenstaaten.
Von den 195 von den Vereinten Nationen anerkannten souveränen Staaten der Welt sind 46, also etwa ein Viertel, Inselstaaten. Dazu kommen vier weitere, nur teilweise anerkannte Inselstaaten.
Nicht alle Inselstaaten liegen gänzlich isoliert. In der folgenden Liste sind diejenigen kommentiert, die eine Landgrenze haben.

## Liste der Inselstaaten
| Nr. | Staatsname                     | Hauptstadt          | Fläche in km² | Bevölkerung | Anmerkung |
| --- | ------------------------------ | ------------------- | ------------- | ----------- | --- |
| 1   | Indonesien                     | Jakarta             | 1.912.988     | 229.965.000 | grenzt an Malaysia, Papua-Neuguinea und Osttimor |
| 2   | Madagaskar                     | Antananarivo        | 587.041       | 20.653.556  | |
| 3   | Papua-Neuguinea                | Port Moresby        | 462.840       | 6.732.000   | grenzt an Indonesien: Insel Neuguinea |
| 4   | Japan                          | Tokio               | 377.837       | 127.380.000 | |
| 5   | Philippinen                    | Manila              | 299.764       | 109.035.343 | |
| 6   | Neuseeland                     | Wellington          | 270.534       | 4.376.146   | |
| 7   | Vereinigtes Königreich         | London              | 242.910       | 62.041.708  | Grenzt an Irland. Gibraltar ist kein Teil des Vereinigten Königreichs, sondern ein Überseegebiet. |
| 8   | Kuba                           | Havanna             | 110.860       | 11.236.444  | |
| 9   | Island                         | Reykjavík           | 103.000       | 317.593     | |
| 10  | Irland                         | Dublin              | 70.273        | 4.459.300   | grenzt an das Vereinigte Königreich: Nordirland |
| 11  | Sri Lanka                      | Colombo             | 65.610        | 20.650.000  | |
| 12  | Dominikanische Republik        | Santo Domingo       | 48.730        | 9.507.133   | grenzt an Haiti: Insel Hispaniola |
| –   | Republik China                 | Taipeh              | 36.006        | 23.127.845  | Die Republik China war kein Inselstaat, als sie 1912 gegründet wurde. Nach dem Chinesischen Bürgerkrieg kontrolliert die Republik China allerdings nur noch die Inseln Taiwan, Penghu, Kinmen, Matsu und einige weitere Inseln im Südchinesischen Meer. Festlandchina wird seit 1949 von der Volksrepublik China kontrolliert. |
| 13  | Haiti                          | Port-au-Prince      | 27.750        | 9.035.536   | grenzt an die Dominikanische Republik: Insel Hispaniola |
| 14  | Salomonen                      | Honiara             | 27.556        | 523.000     | |
| 15  | Fidschi                        | Suva                | 18.367        | 849.000     | |
| 16  | Osttimor                       | Dili                | 14.409        | 1.134.000   | grenzt an Indonesien: Insel Timor |
| 17  | Bahamas                        | Nassau              | 13.939        | 330.000     | |
| 18  | Vanuatu                        | Port Vila           | 12.190        | 243.304     | |
| 19  | Jamaika                        | Kingston            | 10.991        | 2.825.928   | |
| 20  | Republik Zypern                | Nikosia             | 9.251         | 870.000     | grenzt an die Türkische Republik Nordzypern: Insel Zypern |
| 21  | Brunei                         | Bandar Seri Begawan | 5.765         | 388.190     | grenzt an Malaysia: Insel Borneo |
| 22  | Trinidad und Tobago            | Port of Spain       | 5.128         | 1.299.953   | |
| 23  | Kap Verde                      | Praia               | 4.033         | 516.733     | |
| –   | Türkische Republik Nordzypern  | Lefkoşa             | 3.355         | 294.406     | grenzt an die Republik Zypern: Insel Zypern |
| 24  | Samoa                          | Apia                | 2.831         | 179.000     | |
| 25  | Mauritius                      | Port Louis          | 2.040         | 1.284.264   | |
| 26  | Komoren                        | Moroni              | 1.862         | 614.000     | |
| 27  | São Tomé und Príncipe          | São Tomé            | 1.001         | 206.178     | |
| 28  | Kiribati                       | South Tarawa        | 811           | 112.850     | |
| 29  | Tonga                          | Nukuʻalofa          | 748           | 104.000     | |
| 30  | Dominica                       | Roseau              | 746           | 72.660      | |
| 31  | Bahrain                        | Manama              | 711           | 1.046.814   | keine Landgrenzen, hat aber mit dem King Fahd Causeway Straßenanschluss an Saudi-Arabien und dort Grenzübergänge |
| 32  | Mikronesien                    | Palikir             | 702           | 111.000     | |
| 33  | Singapur                       | Singapur            | 683           | 4.987.600   | keine Landgrenzen, hat aber mit dem Johor–Singapore Causeway Straßenanschluss an Malaysia und dort Grenzübergänge |
| 34  | St. Lucia                      | Castries            | 616           | 173.765     | |
| 35  | Palau                          | Ngerulmud           | 508           | 20.750      | |
| 36  | Seychellen                     | Victoria            | 454           | 87.500      | |
| 37  | Antigua und Barbuda            | Saint John’s        | 442           | 85.632      | |
| 38  | Barbados                       | Bridgetown          | 430           | 284.589     | |
| 39  | St. Vincent und die Grenadinen | Kingstown           | 389           | 117.200     | |
| 40  | Grenada                        | St. George’s        | 345           | 90.739      | |
| 41  | Malta                          | Valletta            | 316           | 520.700     | |
| 42  | Malediven                      | Malé                | 298           | 319.000     | |
| 43  | St. Kitts und Nevis            | Basseterre          | 261           | 40.131      | |
| –   | Niue                           | Alofi               | 260           | 1.350       | |
| –   | Cookinseln                     | Avarua              | 236           | 11.500      | |
| 44  | Marshallinseln                 | Majuro              | 181           | 62.000      | |
| 45  | Tuvalu                         | Funafuti            | 26            | 12.373      | |
| 46  | Nauru                          | Yaren               | 21            | 13.770      | |

kursiv gesetzte Staaten sind nicht von den Vereinten Nationen anerkannt